# 新会学宫
22°31′49″N 113°01′57″E / 22.53028°N 113.03250°E
新会学宫位于中国广东省江门市新会区，1989年列为广东省文物保护单位。现已辟为新会市博物馆。

## 历史
新会学宫始建于北宋庆历四年（1044年），元末被毁，明洪武三年（1370年）在原址重建，清道光十九年（1839年）重建，二十年落成。1939年新会沦陷于日军，学宫遭受严重破坏，仅存棂星门、化龙桥、泮池和大成殿。1956年后在原遗址重建大成门、东西廊庑和尊经阁。

## 建筑
主体建筑大成殿建于道光十九年，座北朝南，重檐歇山顶。红砂岩台基宽25.8米，深18.9米，高1.6米。殿前露台宽14.3米，深6.65米，高0.72米。大成殿面阔五间（21.12米），其中明间宽6.2米，次间宽3.29米，稍间宽3.25米；进深14.53米。下檐斗拱为六铺作单抄双下昂计心造。

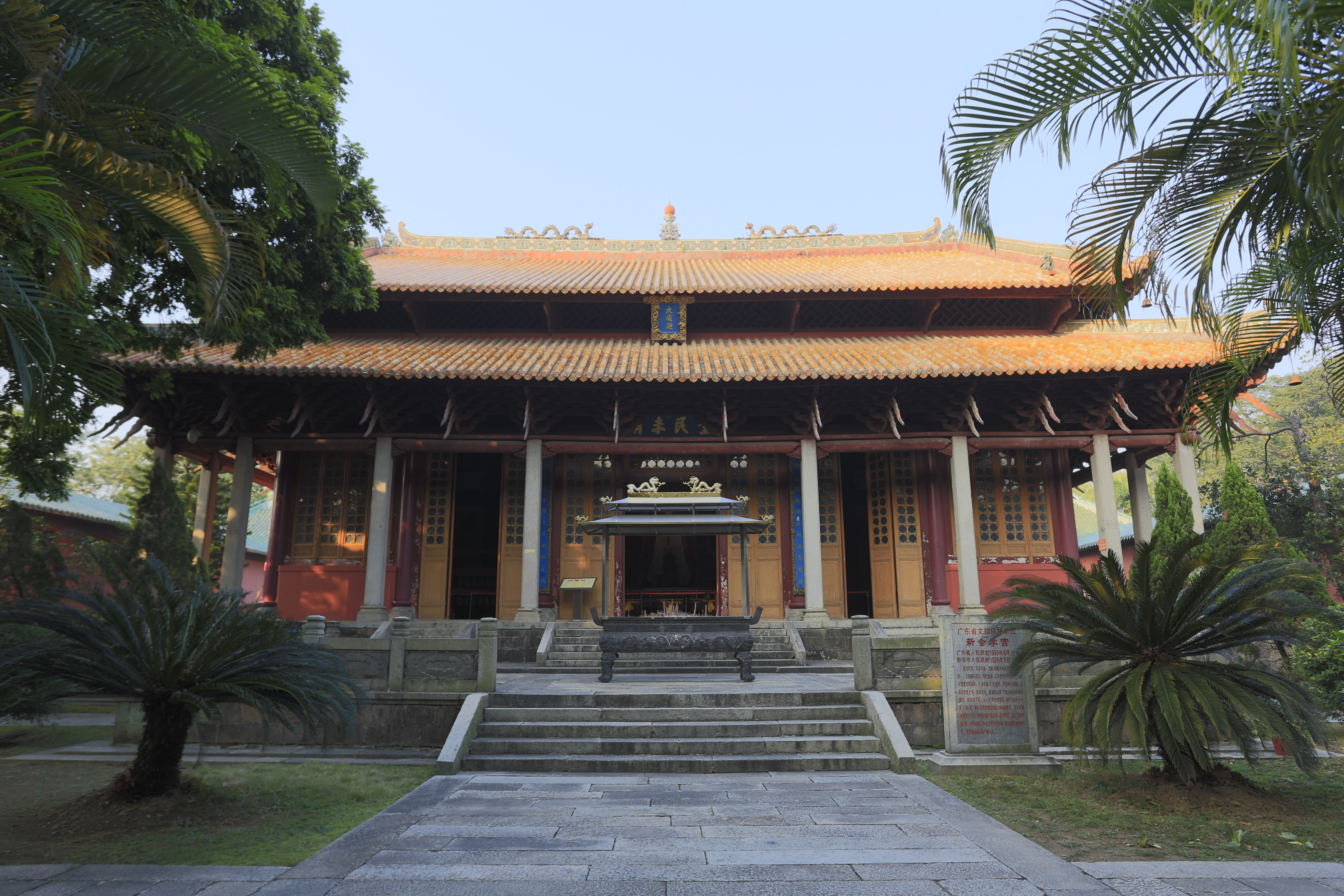
新会学宫大成殿